# 馬場雄大
馬場 雄大（ばば ゆうだい、1995年〈平成7年〉11月7日 - ）は、日本のプロバスケットボール選手。富山県出身。B1の長崎ヴェルカに所属している。ポジションはシューティングガード/スモールフォワード。父は三井生命でプレーし、モスクワオリンピック予選日本代表にも選出歴有する元バスケットボール選手で、現在は富山第一高校のコーチである馬場敏春。妻は女優の森カンナ。NBAプレシーズンに出場経験がある。

## 来歴
富山第一高校ではコーチを務める父の下で2年生エースとしてウィンターカップ出場。
筑波大学進学後、全日本大学バスケットボール選手権大会の67回、68回大会2連覇メンバーとなった。

### プロキャリア

#### アルバルク東京(2017-19)
在学中の2017年6月、B.LEAGUEのアルバルク東京と契約した。新人の2017-18シーズン、2年目の2018-19シーズンともBリーグ優勝メンバーとなる。2018-19シーズンプレイオフ・ファイナルの千葉ジェッツ戦では12得点、12リバウンド、6アシスト、2スティールを記録してMVPを受賞した。

#### 海外挑戦(2019-23)
10月17日にダラス傘下のNBAゲータレード・リーグ（Gリーグ（NBA2軍））チーム、テキサス・レジェンズと契約した。コロナウイルス感染症の流行によりシーズンが中止となるまで41試合に出場し、1試合平均19.6分出場、6.3得点、2.6リバウンド、1.3アシスト、1.0スチールを記録した。
2020年7月、オーストラリア・NBLのメルボルン・ユナイテッドと契約した。2020-21シーズンは30試合出場で、平均8得点、2.3リバウンド、1.3アシスト。メルボルンのNBL制覇に貢献し、優勝メンバーとなり、チームのディフェンシブプレーヤーオブ・ザ・イヤーに選ばれた。
2021年3月、楽天とマネジメント契約。
2021年10月23日、テキサス・レジェンズとの契約が発表された。2年ぶりの復帰となる。
2022年3月23日、オーストラリアNBLのメルボルンに再加入。プレーオフ・セミファイナルまで進出した。
同年夏、ゴールデンステイト・ウォリアーズの一員としてNBAサマーリーグに出場。

#### 長崎ヴェルカ(2023-)
2023年9月26日、B.LEAGUEの長崎ヴェルカと2023-24シーズンの契約合意を発表した。アルバルク東京に在籍した2018-19シーズン以来のBリーグ復帰で、突然の発表に電撃復帰とも言われた。チームのエースとして55試合に出場。平均14.2pts、4.2リバウンド、3.6アシスト、1.8スチールと活躍した。
シーズン終了後、自由交渉選手リストに登録。再びNBA挑戦に向けて舵を切ることとなった。しかしその後、2024-25シーズンの長崎ヴェルカとの継続を発表した。

## 経歴
- 富山市立奥田中学校
- 富山第一高校
- 筑波大学
- アルバルク東京（2017 - 2019）
- テキサス・レジェンズ（2019 - 2020）
- メルボルン・ユナイテッド（2020 - 2021）
- テキサス・レジェンズ（2021 - 2022）
- メルボルン・ユナイテッド（2021 - 2022）
- テキサス・レジェンズ（2022 - 2023）
- 長崎ヴェルカ（2023- ）

## 日本代表歴
高校1年でU-16アジア選手権3位、2年では飛び級でU-18日本代表に選ばれアジア選手権4位。
大学進学後も、2015年ユニバーシアードに出場し、2年から日本代表候補に選ばれる。
2017年2月、東アジア選手権日本代表に選ばれる。マカオ戦では第2Q開始直後にダンクを披露した。
2019年7月、ワールドカップ中国大会の日本代表に選出。アメリカ戦でチーム内最多の18得点を記録。5試合に出場し、1試合平均25.5分で9.2得点、2.6リバウンド、3アシストを記録した。
2021年7月、東京オリンピックの日本代表に選出された。
2022年8月、東京五輪以来約1年ぶりに日本代表に選出され、ワールドカップ2023予選に出場。
2023年9月、2023年FIBAバスケットボール・ワールドカップでは全試合スタメン出場し、日本代表のパリオリンピック出場権獲得に貢献した。
2024年8月、引きつづき日本代表に選出され、パリオリンピックの3試合全てに出場した。
2025年8月のアジアカップではジョシュ・ホーキンソンと共に日本代表キャプテンを務め、全試合出場した。

## 人物
2021年7月1日、女優の森矢カンナ（現：森カンナ）との結婚を発表。
俳優の窪田正孝らとも親交がある。

## 個人成績

### レギュラーシーズン
| シーズン      | チーム                   | GP | GS | MPG   | FG%  | 3P%  | FT%  | RPG | APG | SPG | BPG | TO  | PPG  |
| ------------- | ------------------------ | -- | -- | ----- | ---- | ---- | ---- | --- | --- | --- | --- | --- | ---- |
| B1 2017-18    | アルバルク東京           | 40 | 7  | 20:46 | .520 | .347 | .688 | 2.8 | 2.0 | 1.1 | 0.4 | 1.2 | 8.5  |
| B1 2018-19    | アルバルク東京           | 59 | 12 | 25:21 | .501 | .235 | .692 | 3.7 | 3.6 | 1.5 | 0.5 | 1.5 | 10.7 |
| NBA G 2019-20 | テキサス・レジェンズ     | 41 | ?  | 19.1  | .503 | .411 | .700 | 2.6 | 1.2 | 1.0 | 0.2 | 1.0 | 6.3  |
| NBL 2020-21   | メルボルン・ユナイテッド | 30 | ?  | 19.8  | .463 | .324 | .851 | 2.3 | 1.3 | 0.9 | 0.2 | 1.1 | 8.0  |
| NBA G 2021-22 | テキサス・レジェンズ     | 8  | ?  | 31.6  | .547 | .412 | .923 | 5.4 | 1.6 | 1.8 | 0.0 | 1.5 | 12.5 |
| NBL 2021-22   | メルボルン・ユナイテッド | 7  | ?  | 19.0  | .281 | .200 | .833 | 1.6 | 0.7 | 0.4 | 0.3 | 1.3 | 3.9  |
| NBA G 2022-23 | テキサス・レジェンズ     | 37 | ?  | 33.6  | .535 | .407 | .763 | 4.2 | 2.0 | 1.4 | 0.2 | 1.5 | 11.3 |
| B1 2023-24    | 長崎ヴェルカ             | 55 | 48 | 27:57 | .466 | .322 | .796 | 4.2 | 3.6 | 1.8 | 0.3 | 2.5 | 14.1 |
| B1 2024-25    | 長崎ヴェルカ             | 48 | 47 | 31:58 | .429 | .314 | .797 | 4.0 | 4.0 | 1.5 | 0.3 | 2.9 | 14.6 |

※2017-19スタッツ
※2019-23スタッツ 

### ポストシーズン
| シーズン      | チーム         | GP | GS | MPG   | FG%  | 3P%  | FT%  | RPG | APG | SPG | BPG | TO  | PPG  |
| ------------- | -------------- | -- | -- | ----- | ---- | ---- | ---- | --- | --- | --- | --- | --- | ---- |
| B1 2017-18 CS | アルバルク東京 | 5  | 0  | 21:20 | .400 | .250 | .857 | 3.8 | 1.6 | 1.0 | 0.4 | 1.4 | 8.4  |
| B1 2018-19 CS | アルバルク東京 | 6  | 6  | 30:51 | .469 | .000 | .600 | 6.3 | 4.3 | 1.8 | 0.8 | 1.3 | 12.0 |

### アーリーカップ
| シーズン | チーム         | GP | GS | MPG   | FG%  | 3P%  | FT%  | RPG | APG | SPG | BPG | TO  | PPG |
| -------- | -------------- | -- | -- | ----- | ---- | ---- | ---- | --- | --- | --- | --- | --- | --- |
| EC 2017  | アルバルク東京 | 2  | 0  | 19:29 | .462 | .333 | .667 | 1.5 | 3.0 | 1.0 | 1.0 | 1.5 | 7.5 |